# Керпер
Керпер (фр. Kerpert) насеље је и општина у Француској у региону Бретања, у департману Обале Армора.
По подацима из 2011. године у општини је живело 302 становника, а густина насељености је износила 14,38 становника/km².

## Демографија
| 1962. | 1968. | 1975. | 1982. | 1990. | 2011. |
| ----- | ----- | ----- | ----- | ----- | ----- |
| 617   | 536   | 441   | 407   | 308   | 302   |